# Путівка
Туристи́чна,  тури́стська путі́вка або тури́стський ва́учер (скор. турпуті́вка) — документ, який підтверджує статус особи чи групи осіб-туристів, оплату послуг чи її гарантію, є підставою для отримання  туристичних послуг; невід'ємна частина договору туроператора чи турагента з туристом. Путівка містить відомості: про подорож, туриста, короткий опис маршруту.

## Юридичні особливості
Підпис клієнта на путівці підтверджує його згоду з умовами туроператора, оскільки він придбав у нього цю путівку.
Путівка  як документ строгої звітності підтверджує оплату передбачених програмою обслуговування послуг і є підставою для отримання цих послуг туристом(ами). Путівка або контрольний талон путівки залишається в туристсько-екскурсійній організації, що надала обслуговування, і є підтвердженням проведеної роботи. В момент придбання туристом путівки у турфірми виникає оборот з продажу послуг, оскільки тим самим турист купує гарантії отримання послуг.